# Рожер ди Андрия
Рожер ди Андрия (итал. Ruggero di Andria) (умер 1190) — граф Андрии и великий камергер Апулии, влиятельный апулийский барон, претендент на корону Сицилийского королевства после смерти Вильгельма II Доброго, противник Танкреда.
В царствование Вильгельма II Доброго Рожер ди Андрия был одним из выдающихся военачальников, участвовал в кампании против Фридриха I Барбароссы. В 1177 году совместно с архиепископом Ромуальдом Салернским представлял Сицилийское королевство на Венецианском конгрессе, на котором Фридрих Барбаросса примирился с папой Александром III и Ломбардской лигой.
После смерти бездетного Вильгельма II Доброго (18 ноября 1189 года) и пресечения мужского законнорождённого потомства Рожера II ближайшей наследницей осталась младшая дочь Рожера II Констанция. Её кандидатура, тем не менее, была отвергнута большинством сицилийских сановников и баронов из-за её брака с Генрихом Гогенштауфеном. Различные группировки выдвинули кандидатами на трон Рожера ди Андрия и Танкреда ди Лечче, незаконнорождённого внука Рожера II. Претензии на сицилийскую корону Рожер ди Андрия обосновывал своим родством с Отвилями: утверждалось, но не доказано, что Рожер был правнуком Дрого Отвиля, второго из норманнских графов Апулии. Рожер имел много сторонников среди континентальной знати, но в конечном итоге, под влиянием вице-канцлера Маттео д’Аджелло, был отвергнут — королём в январе 1190 года был избран Танкред.
В марте 1190 года Рожер ди Андрия и его многочисленные сторонники в Апулии и Кампании, недовольные избранием Танкреда, подняли мятеж. Ради свержения Танкреда они призвали на помощь Генриха Гогенштауфена, восхождению которого на сицилийский трон они до этого противились. В мае 1190 года германская армия под командованием Генриха Калденского вступила в пределы Сицилийского королевства.
Танкред, занятый подавлением мусульманского восстания на Сицилии, не мог собственнолично заняться восстановлением своей власти на континенте. Эту миссию король доверил своему шурину графу Ришару Ачерра. Последний сумел собрать значительную наёмную армию и воспрепятствовать соединению германской армии и мятежников. В сентябре 1190 года Генрих Калденский со своими силами покинул пределы королевства, а мятежные бароны были оттеснены в Апулию и разбиты. Рожер ди Андрия был взят в плен в Ариано и казнён.